# Louise Petrén-Overton
Hedvig Louise Beata Petrén-Overton, född 12 augusti 1880 i Halmstads församling, Malmöhus län, död 14 januari 1977 i Lund, var en svensk matematiker. 
Hon var dotter till kyrkoherden Carl Daniel Edvard Petrén och Charlotte Göransson, syster till Thure, Edvard, Alfred, Karl, Bror, Jakob, Gustaf, Viktor och Ebbe Petrén. Hon gifte sig 1912 med Ernest Overton.
Petrén blev student 1899 som privatist vid Lunds katedralsskola, filosofie kandidat 1902, filosofie licentiat 1910 och filosofie doktor 1912 vid Lunds universitet på avhandlingen Extension de la méthode de Laplace. Hon var den första kvinnan i Sverige som disputerade i matematik. Hon tjänstgjorde från 1912 på livförsäkringsbolaget Thules aktuarieavdelning.
Petrén-Overton var vice ordförande i Lunds Kvinnliga Studentförening då den startades 1900.
Louise Petrén-Overton är begravd på Östra kyrkogården i Lund.